# 古中島村
古中島村（ふるなかじまむら）は、かつて岐阜県海津郡に存在した村である。
現在の海津市海津町古中島に該当する。
元々は海西郡の村であったが、下石津郡、海津郡と移り変わった。

## 歴史
- 1889年（明治22年）7月1日 - 町村制により、古中島村発足。同時に海西郡から下石津郡に移動する。
- 1897年（明治30年）4月1日[1] - 郡制に基づき、下石津郡、海西郡と安八郡の一部が合併し、海津郡になる。当村は海津郡の村となる。
- 1897年（明治30年）4月1日 - 福江村、金廻村、油島村、外浜村、森下村、石亀村、及び万寿新田の一部と合併し大江村が発足。同日古中島村廃止。